# Vertrag von Canterbury (1416)
Der Vertrag von Canterbury ist ein am 15. August 1416 geschlossener Bündnisvertrag zwischen dem englischen König Heinrich V. und dem deutschen König Sigismund im Rahmen des Hundertjährigen Krieges.

## Vorgeschichte
Nach der Schlacht von Azincourt im Oktober 1415, die für die Franzosen eine herbe Niederlage bedeutete, war Heinrich V. von England in einer günstigen Machtposition. Der englische König stand am Anfang seiner erfolgversprechenden Feldzüge in Frankreich und suchte dementsprechend Verbündete. Laut der Gesta Henrici Quinti unterhielt Heinrich V. zu diesem Zeitpunkt diplomatische Beziehungen mit dem Herzog von Burgund und dem deutschen König und stand in regem Briefwechsel zu ihnen, um Bündnisvereinbarungen auszuhandeln.
Der deutsche König Sigismund unterdessen nahm während des Konstanzer Konzils noch im Jahr 1415 eine Reise durch das westliche Europa auf sich, um dem Kirchenschisma entgegenzuwirken, die Wogen des Krieges zwischen England und Frankreich zu glätten und als Vermittler aufzutreten. Seine Reise führte ihn über Spanien und Frankreich bis nach England, wobei die Weiterreise nach England im Frühjahr 1416 einer spontanen Entscheidung Sigismunds geschuldet sein soll. Mit zunehmender Länge des Aufenthalts Sigismunds in England wurden seine Aussichten, zwischen den beiden Nationen zu vermitteln oder sich gar mit den Franzosen zu verbünden, immer schwieriger. Dennoch wagte er den Versuch, im Juni 1416 gemeinsam mit Wilhelm von Holland einen Entwurf einer mutua convencio aufzusetzen, die in neun Punkten eine Annäherung Englands und Frankreichs bis hin zu einem Friedensschluss vorsah. Diese Bemühungen blieben jedoch fruchtlos, nachdem König Karl VI. von Frankreich seine Zustimmung zurückzog. In weiteren Gesprächen und Korrespondenzen zwischen Sigismund und Karl VI. verschlechterte sich ihr Verhältnis zusehends, weshalb sich Sigismund auf die Seite Englands stellte und beschloss, ein Bündnis mit Heinrich V. von England einzugehen.
Am 12. August trafen Sigismund und Heinrich in Canterbury zur Vertragsunterzeichnung ein.

## Vertragsschluss
Am 15. August 1416 wurde der Vertrag von Canterbury von Heinrich V. und Sigismund unterzeichnet. Im Vertragstext lassen sich mehrere Absichten der Unterzeichner feststellen: zum einen das Bestreben, die Einheit der Kirche trotz des bestehenden Schismas zu erreichen, zum anderen die Wahrung des Friedens und Schutzes der Kirche (ecclesiastice pacis tranquillitas) als auch des Friedens zwischen den unterzeichnenden Königen (ad pacis reformacionem).
Des Weiteren geht der Vertrag auf die vorangegangene Korrespondenz mit König Karl VI. von Frankreich ein. Dieser werde, wie die Erfahrung zeige (facti experiencia), jegliche Aussicht auf Frieden vereiteln und habe das Kirchenschisma vorangetrieben. Auch die Bemühungen Sigismunds, vermittelnd tätig zu werden, seien, so der Vertragstext, an dem französischen König gescheitert. So sah sich Sigismund gezwungen, ein Bündnis (amiciciae alleganciae eta confederaciones) mit England einzugehen, um die oben genannten Werte (pax, ecclesia, jura utriusque regnorum) zu schützen.
Bis Anfang September 1416 wurde der Vertrag dann auch ratifiziert.

## Folgen
Dem Vertrag von Canterbury fällt in der Literatur aufgrund seines propagandistischen Charakters nur eine untergeordnete Rolle zu. Der Vertrag, der sich gegen den ohnehin schon sehr schwachen französischen König richtete, war für den Kriegsablauf, der sich sowieso zugunsten der Engländer entwickelte, nur in symbolischer Hinsicht bedeutend. Trotz der Bemühungen der englischen Krone, Sigismund zur Umsetzung des Vertrages zu bewegen, beteiligte sich der deutsche König erst im Jahr 1418 am Krieg gegen Frankreich, indem er Kurfürst Ludwig von der Pfalz einige wenige französische Stellungen einnehmen ließ. Der Vertrag wurde durch diese spärlichen Truppenbewegungen jedoch nur, wenn überhaupt, im Ansatz erfüllt.